# McHugo Peak
Der McHugo Peak ist ein markanter Berggipfel von 1250 m Höhe, der am nordwestlichen Ende der Traverse Mountains  an der Rymill-Küste im antarktischen Palmerland aufragt.
Er wurde 1966 durch Luftaufnahmen der United States Navy identifiziert und zwischen 1971 und 1972 durch den British Antarctic Survey vermessen. Das UK Antarctic Place-Names Committee benannte ihn 1977 nach Mary Barbara McHugo (* 1929), Kartografin beim britischen Directorate of Overseas Surveys (1958–1986) und dort verantwortlich für das Kartenwerg über Antarktika (1960–1984).